# Ciklopropatrién
A ciklopropatrién vagy ciklopropa-1,2,3-trién a szén egyik hipotetikus allotrop módosulata. Képlete C3. Egy időben felmerült, hogy azonos egy spektroszkópiai úton megfigyelt három szénatomos részecskével. A ciklopropatrién egy gyűrűs kumulén.

## Fordítás
Ez a szócikk részben vagy egészben  a   Cyclopropatriene című angol Wikipédia-szócikk ezen változatának fordításán alapul.  Az eredeti cikk szerkesztőit annak laptörténete sorolja fel. Ez a jelzés csupán a megfogalmazás eredetét és a szerzői jogokat jelzi, nem szolgál a cikkben szereplő információk forrásmegjelöléseként.